# Al-Mansur Ali
Al-Mansur Ali (arab. المنصور على, imię królewskie: Al-Malik Al-Mansur Nour al-Din Ali Ben al-Malik al-Mu'izz Ajbak , arab. الملك المنصور نور الدين على بن الملك المعز أيبك; ur. 1242 w Kairze, zm. ?) – drugi sułtan mamelucki w Egipcie, panował od 1257 do 1259. 
Został sułtanem po tym jak jego ojciec Ajbak, pierwszy z mameluków, który odważył się objąć samodzielnie władzę w Egipcie, został zamordowany na polecenie swej ambitnej żony Szadżar ad-Durr. Ali miał być tylko władcą marionetkowym, w imieniu którego miała rządzić sama Szadżar ad-Durr. Jednak 28 kwietnia 1258 została ona zamordowana na polecenie młodego sułtana. Sam Al-Malik Al Mansur nie utrzymał się długo na tronie. Jego panowanie przypadło podczas burzliwego okresu, kiedy to Mongołowie przeprowadzili inwazję na świat islamski i po zdobyciu Bagdadu (1258) wkroczyli do Syrii będącej wówczas przedpolem dla Egiptu. Zagrożeni inwazją mamelucy poparli jednego z wybitniejszych wodzów ze swych szeregów – Kutuza, który już w listopadzie 1259 usunął Alego z tronu.